# Adobe PhoneGap
PhoneGap era un framework cross-platform mobile originalmente sviluppato da Nitobi. Consente di sviluppare delle applicazioni native attraverso l'utilizzo di tecnologie web quali HTML, CSS e JavaScript (cosiddette "ibride"). In altre parole, PhoneGap consente di "tradurre" le web application in mobile application.
Dopo l'acquisto di PhoneGap da parte di Adobe nel 2011, è stata resa disponibile una versione open source chiamata Apache Cordova, la quale tuttora resta alla base di PhoneGap.
Adobe ha interrotto lo sviluppo di PhoneGap e dei servizi associati il 1 ottobre 2020.